# Mallosia herminae
Mallosia herminae är en skalbaggsart. Mallosia herminae ingår i släktet Mallosia och familjen långhorningar.

## Underarter
Arten delas in i följande underarter:
- M. h. herminae
- M. h. gobustanica